# Paiporta
Paiporta – gmina w Hiszpanii, w prowincji Walencja, we wspólnocie autonomicznej Walencja, o powierzchni 3,93 km². W 2011 roku liczyła 24 506 mieszkańców.